# マックス・フォン・シリングス

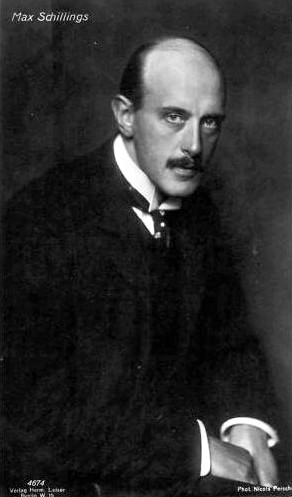
Max von Schillings.

マックス・フォン・シリングス（Max von Schillings, 1868年4月19日デューレン生 - 1933年7月24日ベルリン没）は、ドイツの作曲家・指揮者。
1919年から1925年までベルリン国立歌劇場の首席指揮者を務めた。ヴィルヘルム・フルトヴェングラーの師としても知られている。オペラ『モナ・リザ』(1915年初演)は2番目の夫人のソプラノ歌手バーバラ・ケンプがメトロポリタン歌劇場でタイトル・ロールを歌ったほどの世界的な成功を収めた。

## 生涯
シリングスはデューレンで写真家のカール・ゲオルク・シリングスの息子として生まれた。彼はボンでピアノ、ヴァイオリン、音楽理論を一般的な教育の合間にカスパー・ヨーゼフ・ブランバッハ、オットー・フォン・ケーニヒスレーフに師事した。後にミュンヘン大学で法学、哲学、美術史、文学を学んでいる。
1892年10月1日、従姉妹のカロリーネ・ヨゼファ・パイルと結婚する（1923年に離婚し、同年バーバラ・ケンプと結婚している）。
1903年ハイデンベルク大学から哲学の名誉博士号を授与されている。またこれによりヴュルテンベルク王国の勲章を授与され、貴族に列されてフォン・シリングスを名乗っている。
シリングスは反ユダヤ主義者として知られており、1933年のナチス政権誕生を歓迎した。そして、第三帝国の帝国音楽院総裁に就任直後の7月24日に急死した。
ナチスとの関係のため、第二次世界大戦後に彼の作品の演奏はタブーと化した。ようやく近年になってオペラや管弦楽曲の演奏・録音が行われるようになった。

## 作品
- 歌劇『イングヴェルデ』（Ingwelde）
- 歌劇『笛吹きの日』（Der Pfeifertag）
- 歌劇『モロク』Op. 20（Moloch）
- 歌劇『モナ・リザ』Op. 31 (Mona Lisa) <シュトゥットガルト宮廷歌劇場でシリングス自身の指揮により初演>
- 2つの交響的幻想曲Op. 6（『海の挨拶』と『朝の海』よりなる）
- ヴァイオリンとチェロ、小管弦楽のための『対話』Op. 8
- ソフォクレスの悲劇『オイディプス王』のための交響的序章Op. 11
- 花の踊り（作品番号なし）
- ヴァイオリン協奏曲イ短調Op. 25
- ピアノ協奏曲『死の舞踏』Op. 37
- メロドラマ『カッサンドラ』Op. 9-1（シラーの詩による）
- メロドラマ『エリュシオンの祭り』Op. 9-2（シラーの詩による）
- メロドラマ『魔女の歌』Op. 15
- 弦楽四重奏曲ホ短調
- 弦楽五重奏曲Op. 32
- 歌曲集『鐘の歌』Op. 22

その他歌曲など。